# 上水流洋
上水流 洋（かみずる ひろし、1954年3月8日 - ）は、鹿児島県鹿児島市出身の元プロ野球選手（投手。右投右打）、コーチ、飲食店経営者。

## 来歴・人物
鹿児島商工高校では2年生の時、エースとして1970年夏の甲子園に出場。1回戦で江津工の三沢淳に完封され敗退。翌1971年春季九州大会県予選準決勝では、大口高を相手にノーヒットノーランを達成。九州大会では準決勝に進むが、津久見高の橘健治と投げ合い0-1で惜敗。同年夏の県予選では準々決勝で加治木工に敗れる。高校の1年下に岩下正明がいた。1971年ドラフトで近鉄バファローズから5位指名されるも入団拒否。
卒業後は社会人野球の住友金属へ進む。山中正竹、宮崎寛、川端理史など投手陣の層が厚く、なかなか大舞台は踏めなかった。
1972年ドラフトでヤクルトアトムズに3位指名で入団した。1976年4月23日の対広島戦で一軍初登板を果たすも、第一打者の衣笠祥雄にホームランを打たれる。その後も伸び悩み、未勝利のまま1982年限りで現役引退。オーバースローからのカーブ、シュート、チェンジアップ、フォークが武器だった。
1983年は打撃投手を務め、翌年から一軍トレーニングコーチへ就任。2001年、ヤクルトが5度目の日本一を果たしたのと同時に退任。
2002年より、東京都港区新橋にて薩摩料理店「さつま料理 かご」を経営している。

## 詳細情報

### 年度別投手成績
| 年 度    | 球 団    | 登 板 | 先 発 | 完 投 | 完 封 | 無 四 球 | 勝 利 | 敗 戦 | セ 丨 ブ | ホ 丨 ル ド | 勝 率 | 打 者 | 投 球 回 | 被 安 打 | 被 本 塁 打 | 与 四 球 | 敬 遠 | 与 死 球 | 奪 三 振 | 暴 投 | ボ 丨 ク | 失 点 | 自 責 点 | 防 御 率 | W H I P |
| -------- | -------- | ----- | ----- | ----- | ----- | -------- | ----- | ----- | -------- | ----------- | ----- | ----- | -------- | -------- | ----------- | -------- | ----- | -------- | -------- | ----- | -------- | ----- | -------- | -------- | ------- |
| 1976     | ヤクルト | 3     | 1     | 0     | 0     | 0        | 0     | 1     | 0        | --          | .000  | 23    | 5.0      | 4        | 2           | 3        | 0     | 1        | 5        | 0     | 0        | 6     | 3        | 5.40     | 1.40    |
| 1980     | ヤクルト | 9     | 2     | 0     | 0     | 0        | 0     | 2     | 0        | --          | .000  | 78    | 19.0     | 17       | 6           | 7        | 0     | 0        | 15       | 0     | 0        | 13    | 8        | 3.79     | 1.26    |
| 1982     | ヤクルト | 3     | 0     | 0     | 0     | 0        | 0     | 0     | 0        | --          | ----  | 12    | 2.1      | 3        | 1           | 2        | 0     | 0        | 3        | 0     | 0        | 3     | 3        | 13.50    | 2.14    |
| 通算:3年 | 通算:3年 | 15    | 3     | 0     | 0     | 0        | 0     | 3     | 0        | --          | .000  | 113   | 26.1     | 24       | 9           | 12       | 0     | 1        | 23       | 0     | 0        | 22    | 14       | 4.85     | 1.37    |

### 記録
- 初登板：1976年4月23日、対広島東洋カープ3回戦（明治神宮野球場）、9回表に6番手で救援登板・完了、1回1失点
- 初奪三振：同上、9回表に三輪悟から
- 初先発：1976年10月12日、対広島東洋カープ24回戦（明治神宮野球場）、3回5失点（自責点2）で敗戦投手

### 背番号
- 43 （1973年 - 1982年）
- 88 （1983年 - 2001年）